# RK Celje
A Rokometni klub Celje egy szlovén férfi kézilabdacsapat Celjében. A délszláv állam legsikeresebb kézilabda-alakulata, a maga 23 bajnoki címével és 21 kupagyőzelmével. A csapat legnagyobb sikerét 2004-ben érte el, amikor az EHF-bajnokok ligája trófeáját elhódította.

## Történelme
Szlovénia függetlenedése után az RK Celje lett az ország legerősebb és legsikeresebb kézilabda-csapata, és a 2000-es évekre a nemzetközi kupákban is esélyes csapat lett. Első nemzetközi tétmeccsét 1993-ban játszotta, a Bajnokok ligájában a csoportküzdelmek során kiesett. Egy évvel később már bejutott a nyolcaddöntőbe, újabb egy év múlva pedig a negyeddöntőben búcsúzott. 1997 és 2001 között mindig bejutott a Bajnokok ligája elődöntőjébe, de a döntőbe egyszer sem sikerült továbblépnie. Az áttörés 2004-ben következett be, amikor az elődöntőben kettős győzelemmel jutott túl a spanyol BM Ciudad Realon, majd a döntőben a német SG Flensburg-Handewittet sikerült legyőznie. Azóta nem sikerült a döntő közelébe kerülnie.
2016 óta a szlovén bajnokság mellett a SEHA-liga küzdelmeiben is részt vesz.

## Sikerei
- Szlovén bajnokság győztese: 1992, 1993, 1994, 1995, 1996, 1997, 1998, 1999, 2000, 2001, 2003, 2004, 2005, 2006, 2007, 2008, 2010, 2014, 2015, 2016, 2017, 2018, 2019, 2020, 2022, 2023
- Szlovén kupa győztese: 1992, 1993, 1994, 1995, 1996, 1997, 1998, 1999, 2000, 2001, 2004, 2006, 2007, 2010, 2012, 2013, 2014, 2015, 2016, 2017, 2018, 2023
- Bajnokok Ligája győztes: 2004

## A Celje stadionja
Celje városa a 2004-es férfi kézilabda-Európa-bajnokság egyik helyszíne volt. 2002. október 3-án, az EB rendezési jogának megnyerését követően, Celje város képviselő-testülete egy új stadion építéséről döntött. Az alapkő-letétel 2003. április 16-án volt, s decemberre már el is készült az új sportlétesítmény. Ezt követően ez lett a Celje Pivovarna Laško új otthona. A csarnok terveinek felhasználásával épült meg 2008-ban a Veszprém Aréna.
Ezen Aréna már az első idényében óriási sikert hozott a celjei és az egész szlovén kézilabda számára, itt nyert Bajnokok ligáját a Celje kézilabda-csapata.
Ülőhelyek száma: 4594-5154
Állóhelyek száma: 500
Talaj: parketta
Magasság: 16 méter
Fényerősség: 1200-1500 Lux

## Játékosok

### Jelenlegi játékoskeret
A 2023–2024-es idény játékoskerete.
| Kapusok - 32 Rok Zaponšek - 99 Gal Gaberšek Balszélsők - 06 Tadej Mazej - 29 Vid Kačičnik - 66 Filip Rakita Jobbszélsők - 03 Luka Perić - 10 Tim Cokan Beállósok - 21 Leon Gregorič - 23 Amir Muhović - 33 Stefan Žabić | Balátlövők - 13 Nik Ćirović - 17 Ante Ivanković - 24 Uroš Miličević Jobbátlövők - 09 Grega Krečič - 55 Žiga Mlakar Irányítók - 14 Vukašin Antonijević - 18 Mitja Janc - 44 Stefan Dodić |

### Korábbi híres játékosok
| - Dejan Perić - Mirko Alilović - Lékai Máté - Blaž Janc | - Dragan Gajić - Eduard Koksarov - Gorazd Škof - Luka Žvižej | - Petar Metličić - Renato Sulić - Szjarhej Rutenka |